# 637 Chrysothemis
A 637 Chrysothemis egy a Naprendszer kisbolygói közül, amit Joel Hastings Metcalf fedezett fel 1907. március 11-én.